# Antoni Wojciech Dąmbski
Antoni Wojciech Dąmbski (zm. w 1735 roku) – starosta brzeskokujawski w latach 1731–1734, łowczy poznański w latach 1720–1731.
Poseł ziemi wyszogrodzkiej na sejm nadzwyczajny 1733 roku. Jako deputat i poseł na sejm elekcyjny z województwa brzeskokujawskiego podpisał pacta conventa Stanisława Leszczyńskiego w 1733 roku. Konsyliarz i delegat województwa brzeskokujawskiego w konfederacji dzikowskiej w 1734 roku.